# Turda

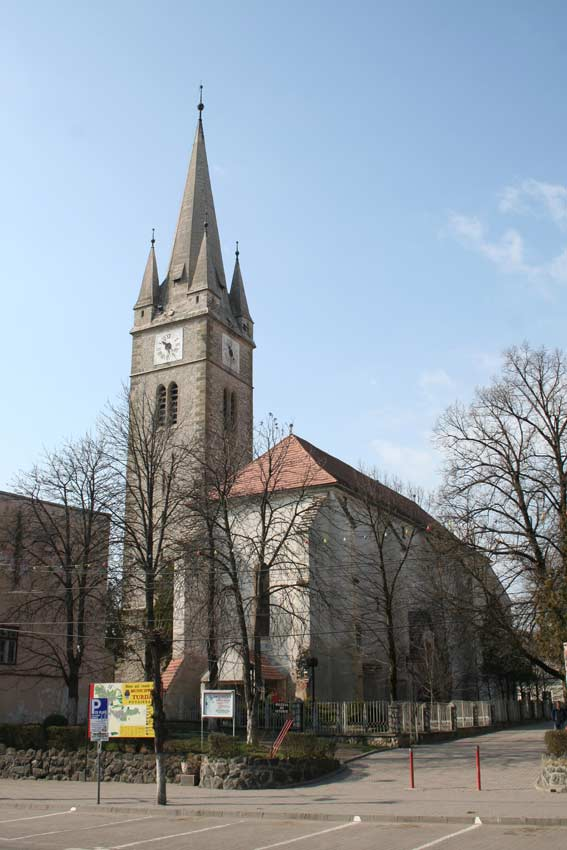
Hongaars gereformeerde kerk van (Oud)Turda

Turda (Hongaars: Torda, Duits: Thorenburg) is een stad in Roemenië, gelegen in Zevenburgen (Transsylvanië), 30 km ten zuiden van Cluj-Napoca. De stad telt ruim 43.000 inwoners en maakt deel uit van het district (județ) Cluj. De stad ligt aan de rivier de Arieș.

## Geschiedenis
De Romeinen hadden hier de nederzetting Potaissa in hun provincie Dacia en begonnen er met de zoutwinning. De Hongaren, die Zevenburgen vanaf de tiende eeuw gingen bewonen, bouwden er een burcht. De burcht werd meerdere malen verwoest door Tataren (Mongolen) en stond in de buurt van Moldovenești (Várfalva). In het jaar 1285 werd de burcht voor het laatst verwoest door de tweede inval van de Tataren, Koning Ladislaus IV van Hongarije schonk in 1289 de burcht en haar omgeving aan de Kézdi Széklers en legde daarmee de basis voor de Aranyosszék, een Hongaarstalig gebied ten zuidwesten van de stad.
De stad werd eeuwenlang vooral door Hongaren en Duitsers bewoond en was de hoofdplaats van het comitaat Torda. In 1463 werd de eerste Transsylvanische landdag gehouden, in 1505 werd de Unie van de drie naties van Transsylvanië hier bekrachtigd tussen de Hongaren (adel), de Szeklers en de Saksen. 
Turda speelt een belangrijke rol in de kerkgeschiedenis: in 1568 vond in deze stad de standenvergadering plaats die het Edict van Torda opleverde: in Zevenburgen gold vanaf dat moment vrijheid van godsdienst, waarmee het vorstendom uniek was in Europa. Het edict betekende tevens de erkenning van het unitarisme als godsdienst.
In 1601 was er sprake van een bloedige strijd tegen het protestantisme in de streek, de veelal protestante burgers van de stad verschuilden zich in de Gereformeerde kerk van Nieuw-Torda voor de troepen van legerleider Giorgio Basta, deze verwoeste de kerk samen met de gevluchte burgers. Naast de stad werd het leger van Michaël de Dappere verslagen door het leger van de Habsburgse keizer, een gedenkpark voor deze gebeurtenis werd in 1974 geopend. 
In 1614 werd het volledig ontvolkte stadje door vorst Gabriël Bethlen geschonken aan zoutmijners en begon het winnen van zout opnieuw. In 1665 werd de plaats door de landdag van Gyulafehérvár tot adellijke stad uitgeroepen, samen met de stad Dés. Het was een soort van stadsrechten dat tussen de titel Vrije koninklijke stad en Marktstad instond. Het gaf Torda bepaalde vrijheden; de stedelijke rechten werden tot 1711 behouden, in 1848 werd deze categorie steden opgeheven. In dat jaar begon de Hongaarse opstand tegen de Habsburgers het leidde er in 1867 uiteindelijk toe dat Hongarije weer semi-autonoom werd in de nieuwe staatsconstructie Oostenrijk-Hongarije. In 1876 werd een nieuwe gebiedsindeling gemaakt, Torda werd de hoofdstad van het comitaat Torda-Aranyos waar het eerder de hoofdstad was van het burchtcomitaat Torda. 
In 1920 werd Torda onderdeel van het sterk vergrootte Koninkrijk Roemenië nadat Oostenrijk-Hongarije de Eerste Wereldoorlog had verloren. Onder Roemeens bestuur kreeg de stad haar huidige naam Turda. In 1960 werd het comitaat verdeeld onder de nieuwe districten Cluj, Alba en Mures.

## Stadsbeeld en bezienswaardigheden
De stad is historisch gezien opgebouwd uit twee delen, Oud-Torda (Ótorda) en Nieuw-Torda (Újtorda), laatstgenoemde deel ligt in het westelijke deel, het wordt gedomineerd door de centraal gelegen Hongaars Gereformeerde kerk uit de 15e eeuw. In 1966 werd de gemeente uitgebreid met een oostelijk stadsdeel, Poiana (Aranyospolyán) ook hier staat een historische Hongaars Gereformeerde kerk.
Oud-Torda is nog steeds het huidige stadscentrum, hier staan de Rooms Katholieke kerk (1498–1504), de Hongaars Gereformeerde kerk (15e eeuw) en het Historisch museum dat te vinden is in het vroegere Vorstelijk huis van Sigismund Báthory ofwel het huis van de zoutkamer uit het eind van de 15e eeuw. Het centrum heeft een Midden-Europees uiterlijk. 
Ietwat verborgen staat aan de Strada Dacia de Unitarische kerk, in dezelfde straat staat ook de Grieks Katholieke kerk.
Even buiten het eigenlijke centrum ligt de Roemens Orthodoxe kathedraal die in 1939 gereedkwam. Daar staat ook het het stadhuis (1884–1886, voorheen het comitaatshuis) en het verwaarloosde leegstaande cultuurhuis uit de socialistisch/communistische periode.
De zoutmijn van Turda (Salina Turda) was de belangrijkste van Zevenburgen en werd pas in 1932 buiten gebruik genomen. Tegenwoordig is hij te bezichtigen en wordt hij veel gebruikt door astmatische patiënten vanwege zijn zuivere en schone lucht. De zoutmijn Salina Turda is een belangrijke toeristische attractie.

## Bevolking
Door de eeuwen heen vormde Turda onder de naam Torda een Hongaarstalige stad in het vorstendom Transsylvanië. In 1920 werd de stad geannexeerd door Roemenië. Toen Hongarije in 1940 Noord-Transsylvanië weer annexeerde bleef Torda achter in het overgebleven deel van Roemenië. Daarom vluchtten circa 3000 Hongaren naar het noorden. Verder kwamen er circa 10.000 Roemeense vluchtelingen naar de stad toe. Vanaf dat moment is de etnische balans in de stad verschoven naar een Roemeenstalige stad.
| Turda | Turda  | Turda    | Turda    |
| Jaar  | Totaal | Hongaren | Roemenen |
| ----- | ------ | -------- | -------- |
| 1910  | 15.167 | 69,4 %   | 27,6 %   |
| 1920  | 16.692 | 62,0 %   | 31,3 %   |
| 1930  | 21.428 | 52,7 %   | 39,0 %   |
| 1941  | 32.170 | 22,1 %   | 70,5 %   |
| 1956  | 35.606 | 20,6 %   | 74,6 %   |
| 1966  | 44.980 | 16,9 %   | 81,2 %   |
| 1977  | 55.294 | 14,0 %   | 83,7 %   |
| 1992  | 61.200 | 11,6 %   | 87,4 %   |
| 2002  | 55.887 | 10,0 %   | 84,0 %   |
| 2011  | 43.472 | 9,0 %    | 84,7 %   |

### Hongaarse gemeenschap

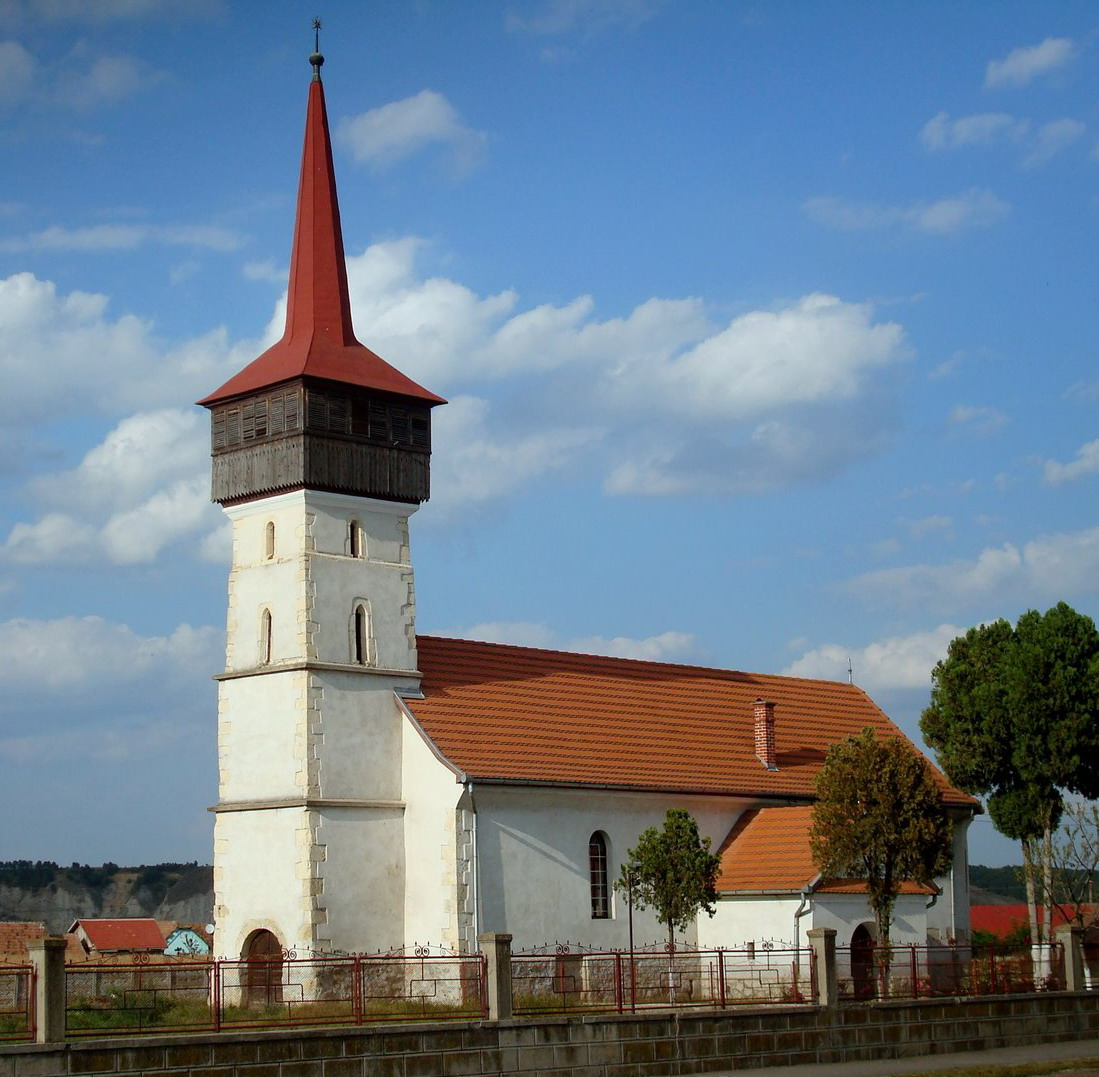
Hongaars gereformeerde kerk van Poiana (Aranyospolyán)

De stad was tot de Tweede Wereldoorlog voornamelijk Hongaarstalig. Na de Tweede Scheidsrechterlijke Uitspraak van Wenen in 1941 kwam het gebied rond de stad niet weer in handen van de Hongaren en vluchtten veel Hongaren naar het noorden. Na de Tweede Wereldoorlog keerden deze Hongaren niet terug. In het gebouwde erfgoed is de stad echter nog steeds herkenbaar Hongaars. De Hongaars Gereformeerde Kerk en de Rooms Katholieke Kerk domineren het centrum en vormen tot op de dag van vandaag culturele ontmoetingsplaatsen van de achtergebleven Hongaren. In Turda functioneert verder nog Hongaarstalig onderwijs, Jósika Miklós Elméleti Líceum (Torda) - Liceul Teoretic "Jósika Miklós" Turda.
In de gemeenteraad is de Hongaarse partij Democratische Unie van Hongaren in Roemenië vertegenwoordigd met twee zetels.
In religieus opzicht verdeelt de Hongaarse gemeenschap zich over de Hongaars Gereformeerde-, Rooms Katholieke- en Unitarische Kerk. In 2011 waren er 2.639 Hongaars Gereformeerden (6,1%), 816 Unitariërs (1,9%) en 751 Rooms Katholieken (1,7%) in de stad (4.206 personen). Dit is een iets hoger aantal dan de 3.905 personen die verklaarden etnisch Hongaars te zijn of de 3.825 personen die verklaarden dat Hongaars hun moedertaal is. Dit is te verklaren door de veel voorkomende gemixte stellen/families in de stad.
De aan de stad vastgegroeide kern Poiana (Aranyospolyán) behoort van oudsher tot de etnografische regio Aranyosszék, het dorp werd in 1966 opgeslokt door Turda. In dat jaar vormden de Hongaren 30% van de inwoners, ongeveer 700 personen. In het huidige stadsdeel staat nog een Hongaars Gereformeerde Kerk die oorspronkelijk uit de 14e eeuw dateert en in 1789 en 1997 werd gerestaureerd.

## Foto's

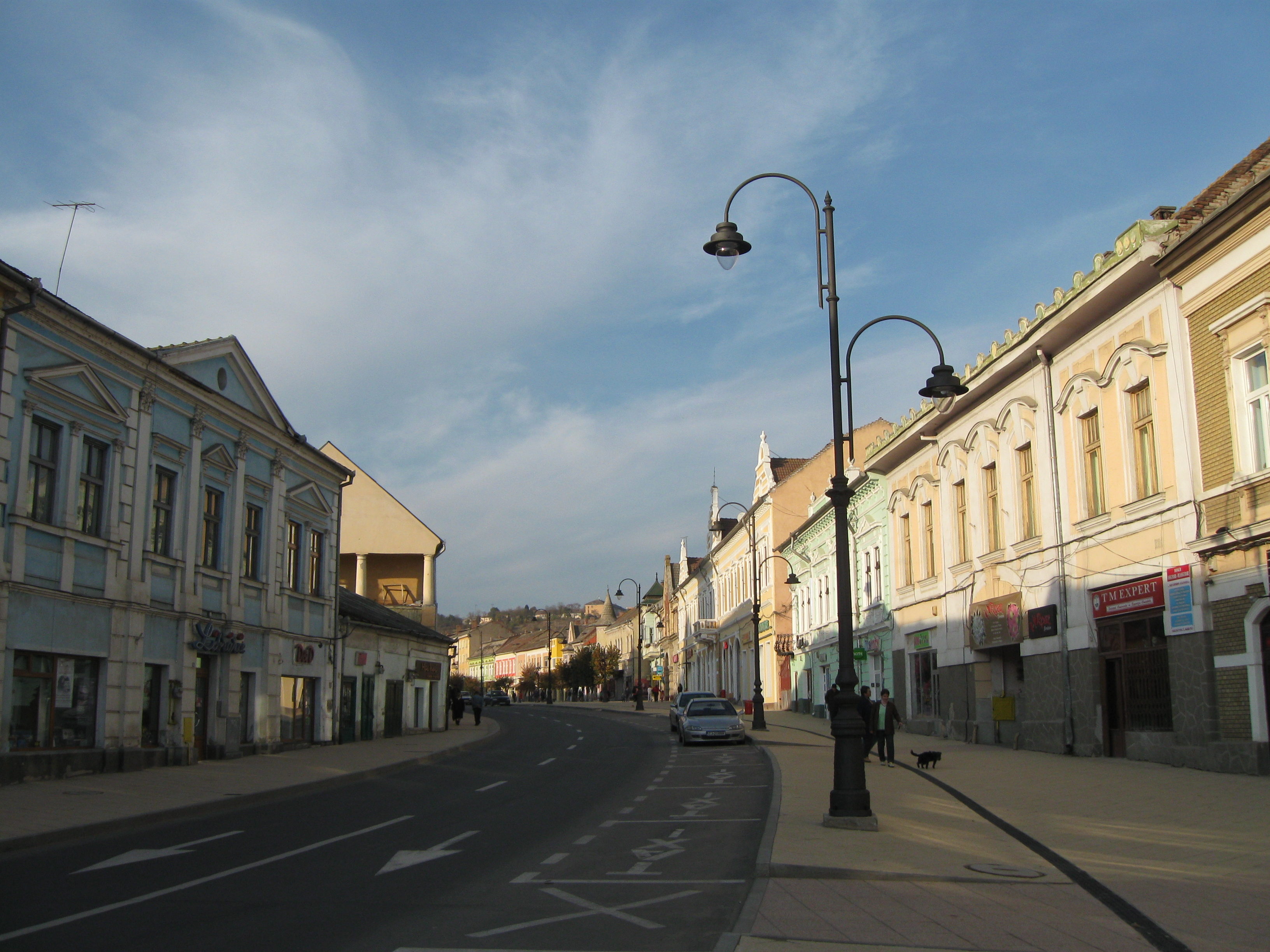
Het Oude Centrum
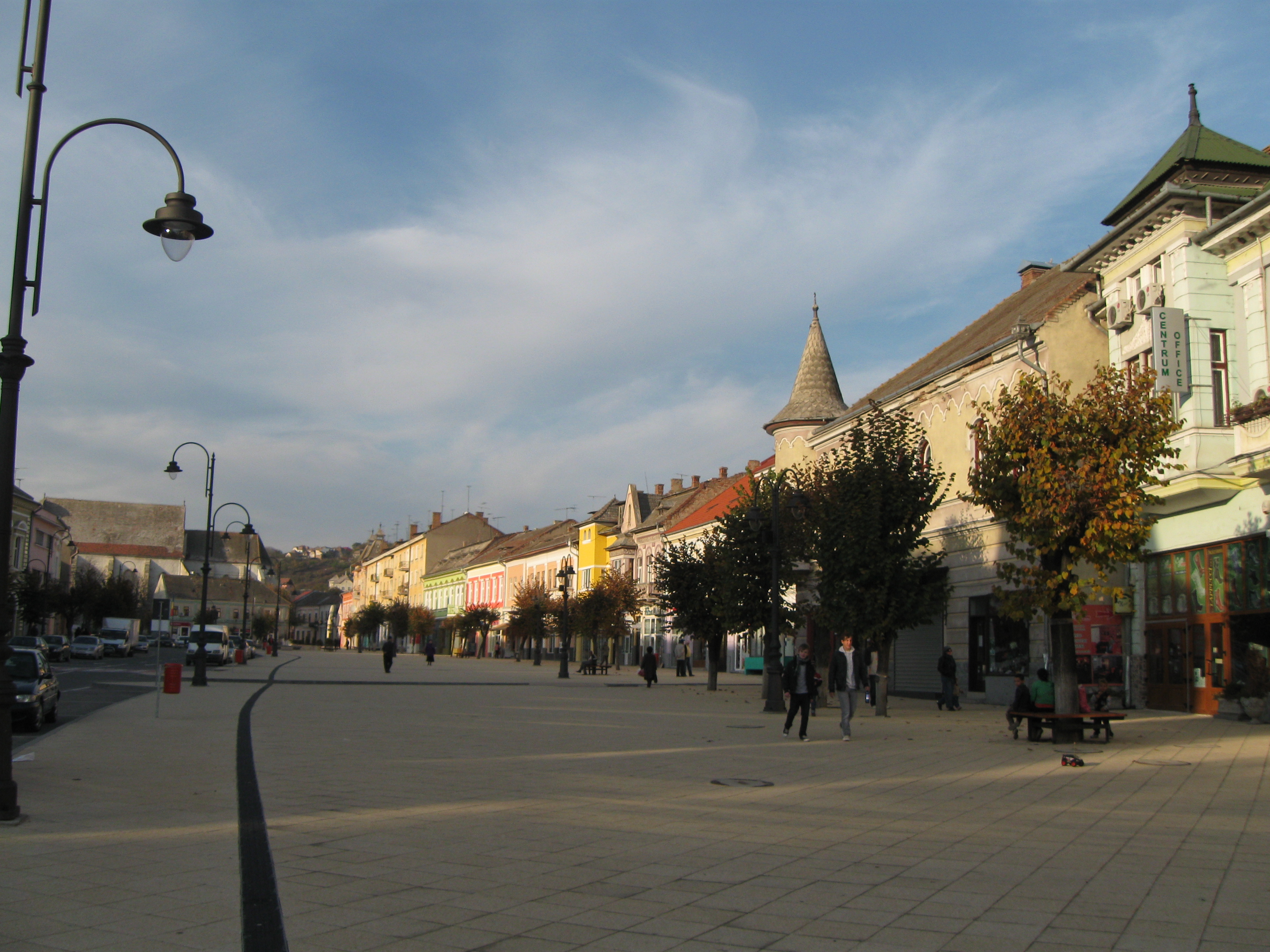
Het Oude Centrum
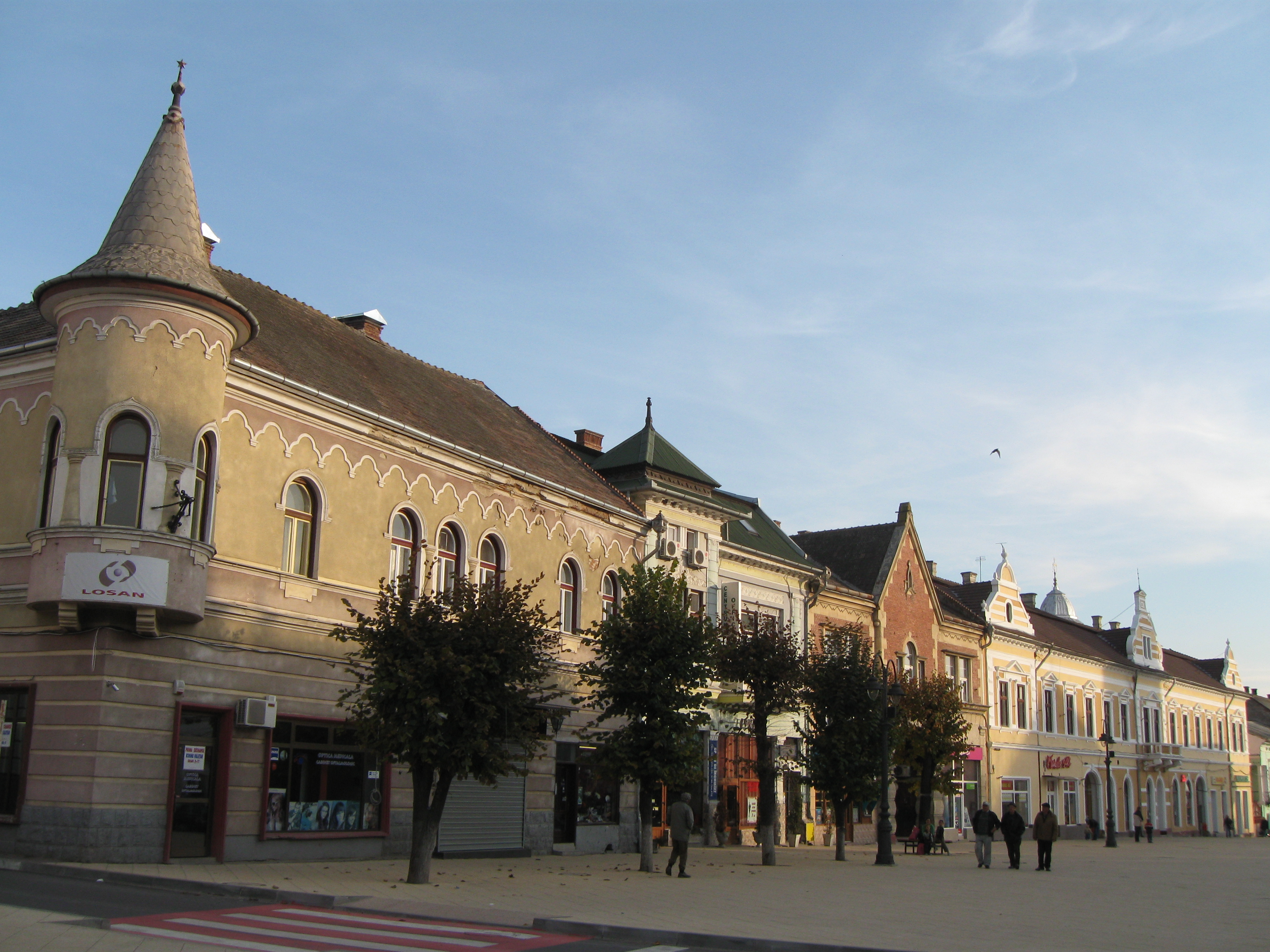
Het Oude Centrum
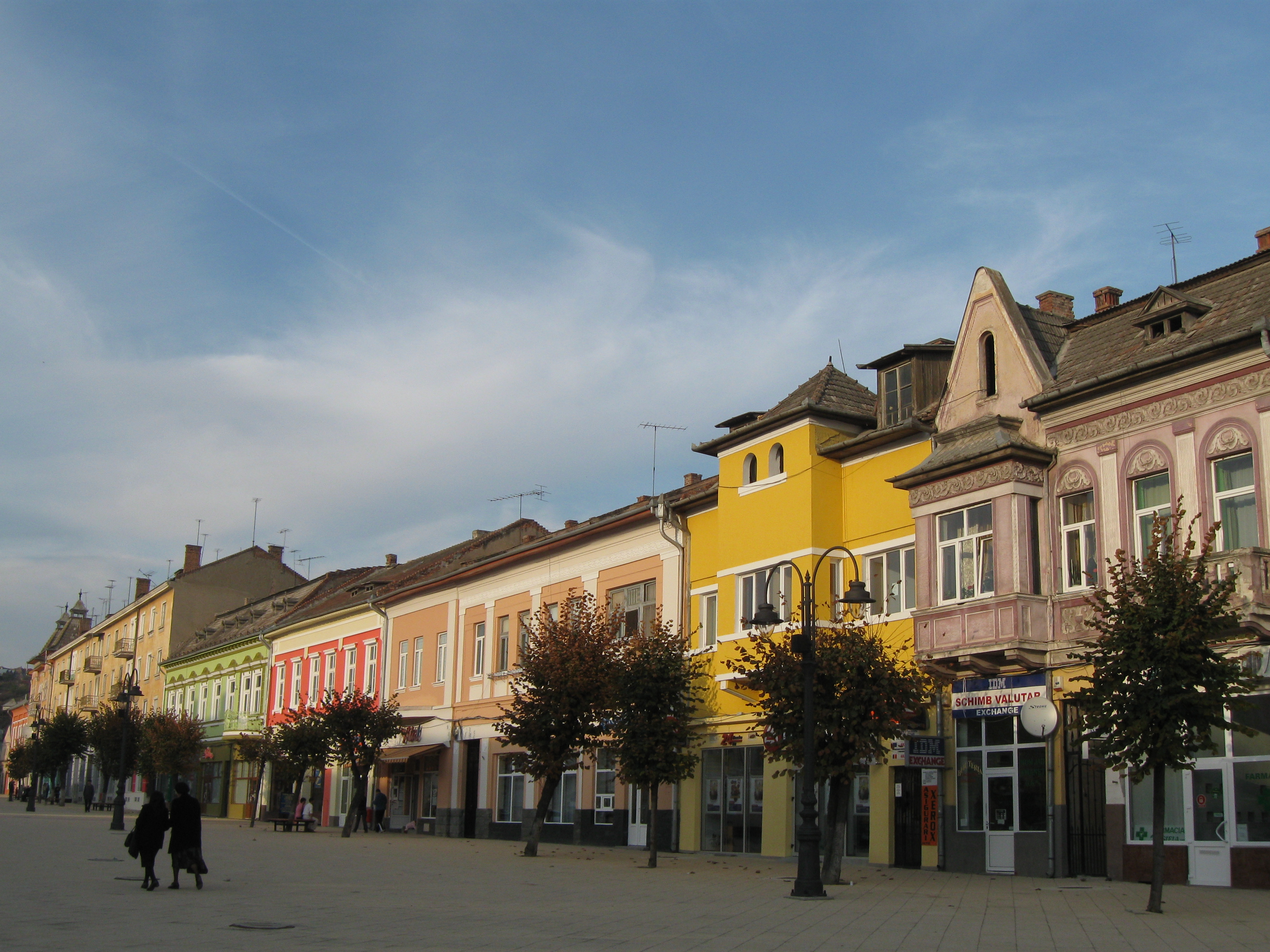
Het Oude Centrum
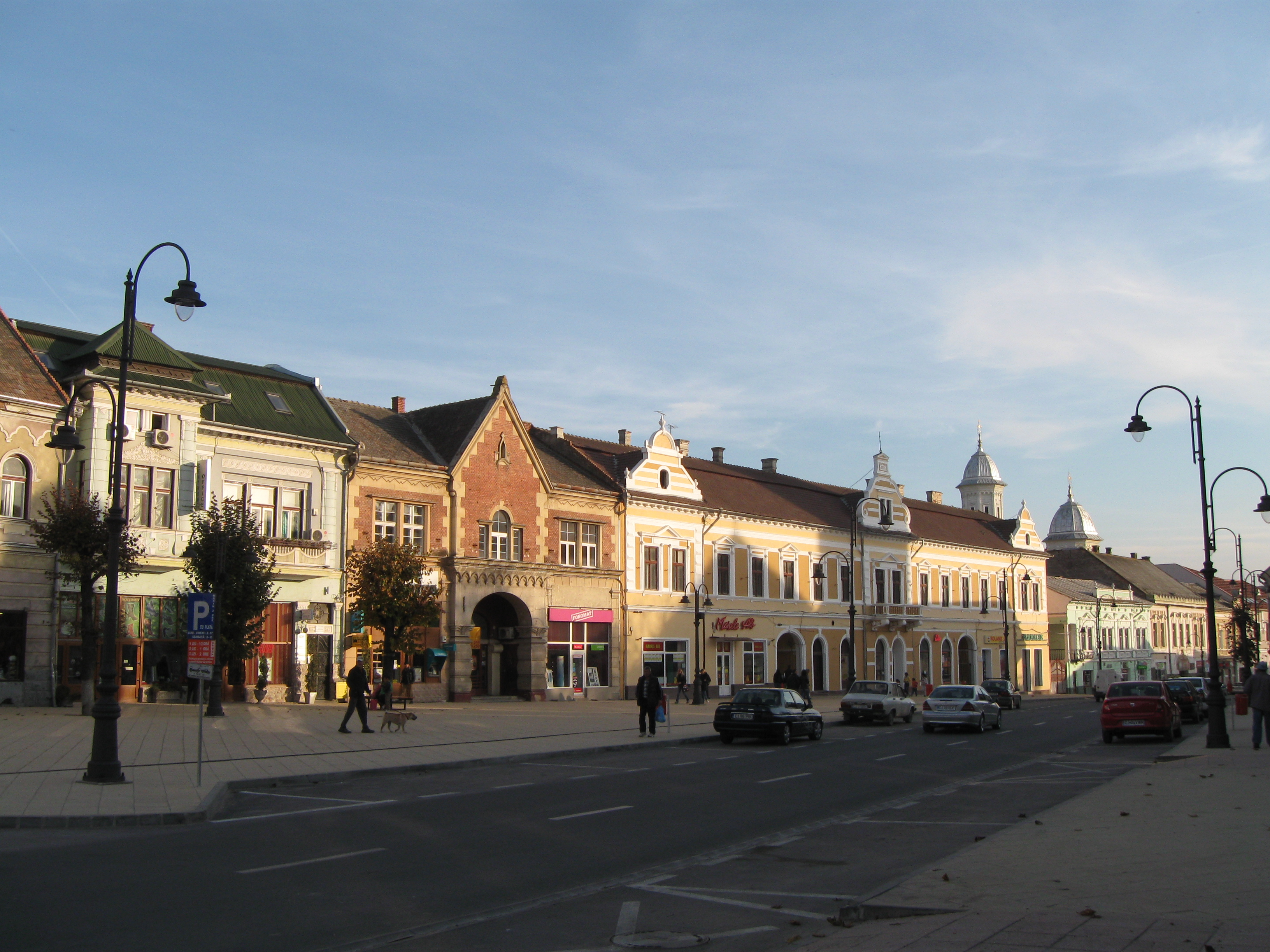
Het Oude Centrum
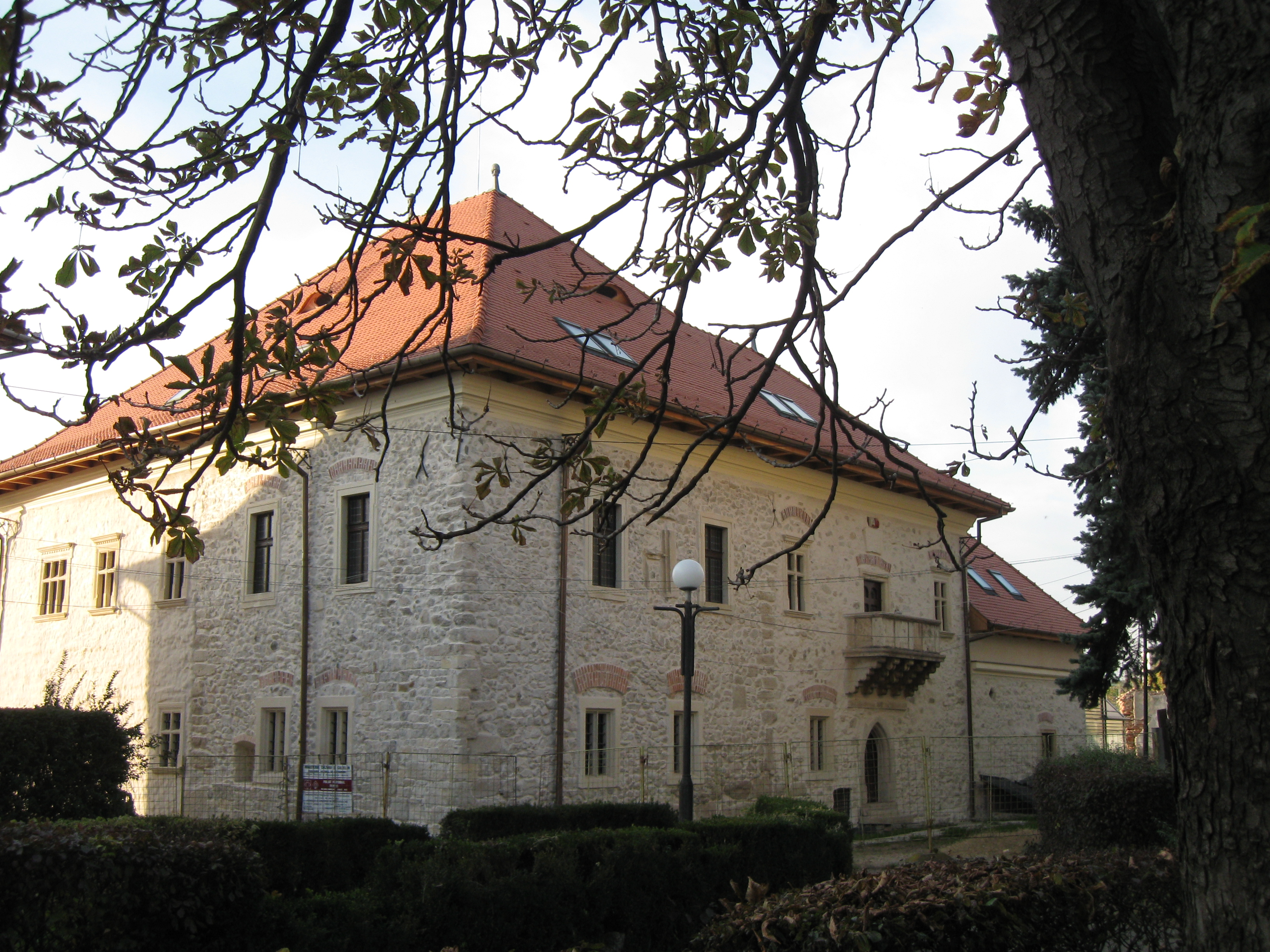
Sigismund Báthory Paleis - Het Historisch Museum
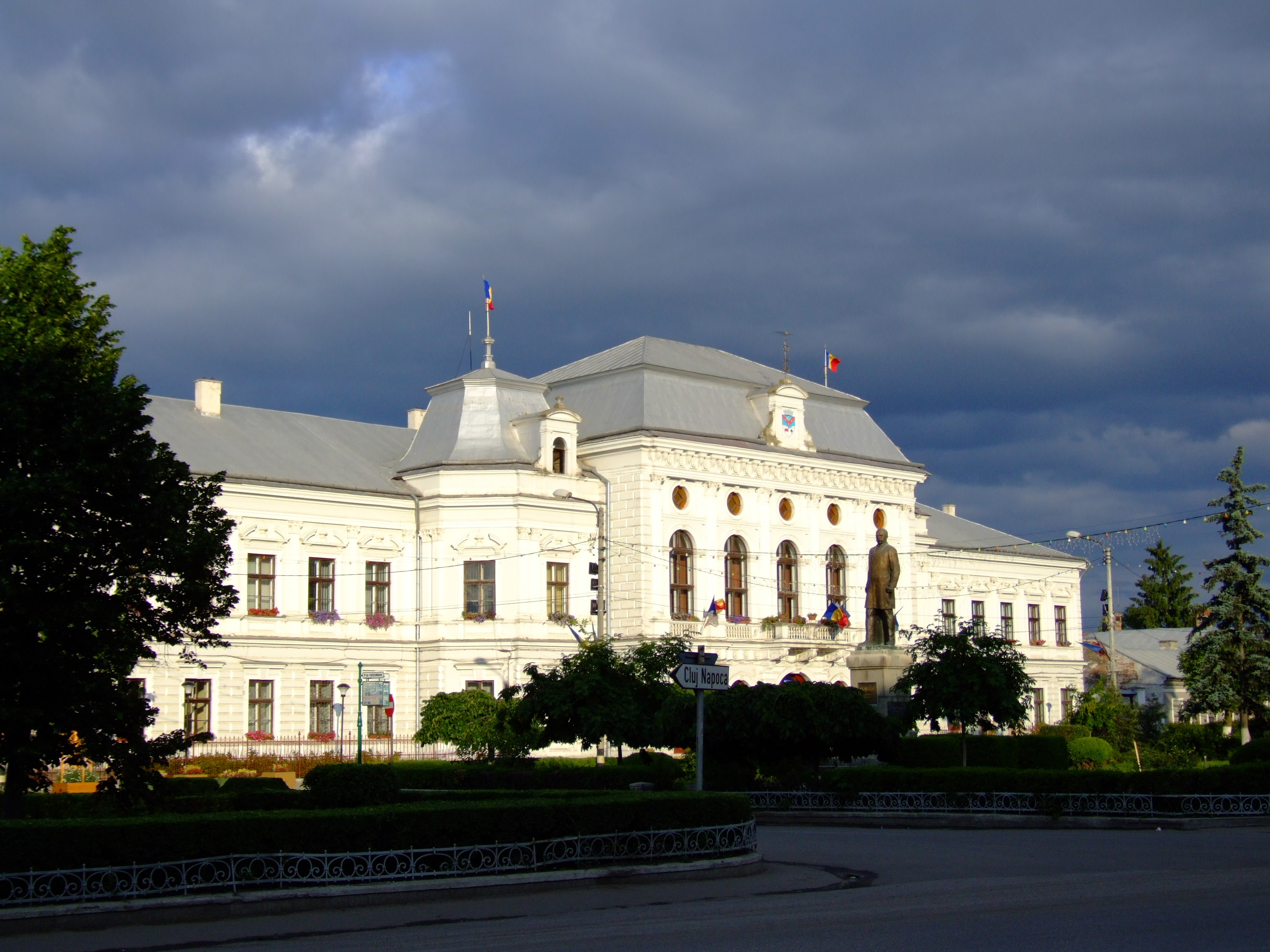
Het stadhuis van Turda
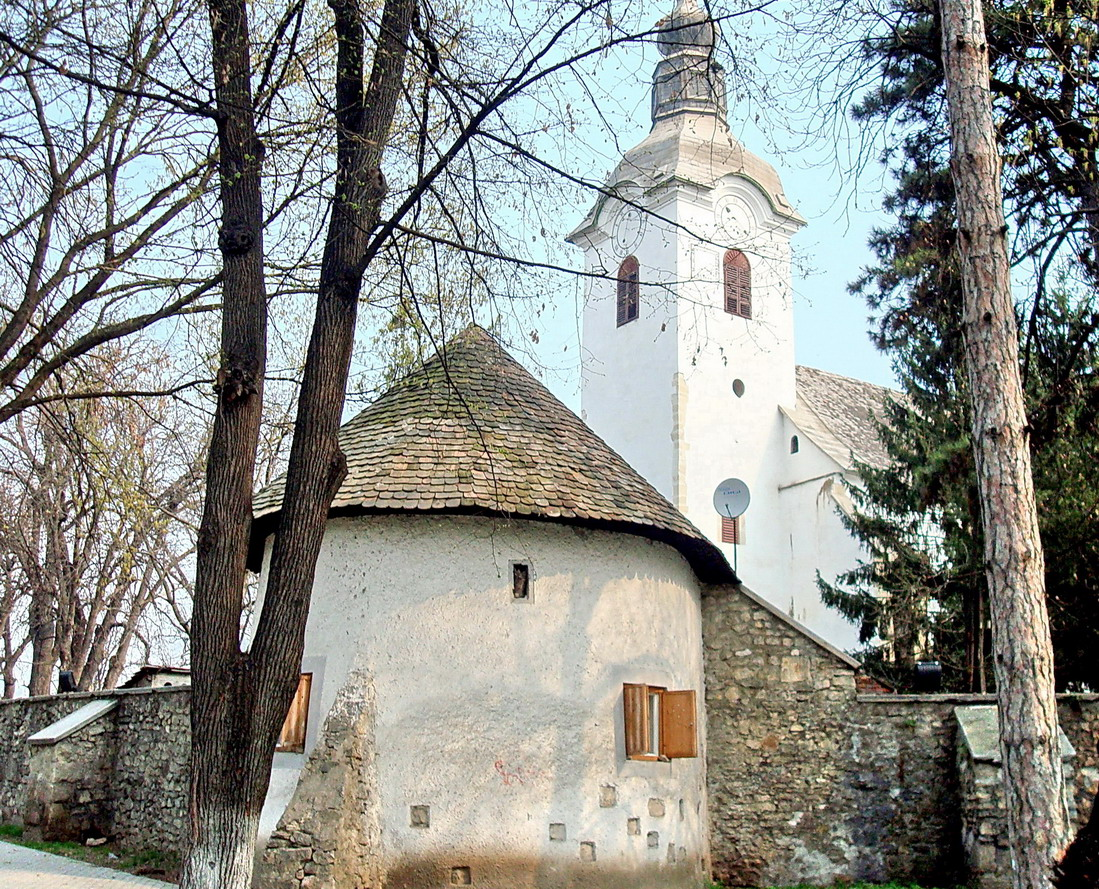
De Hongaars Gereformeerde kerk van (Nieuw) Turda
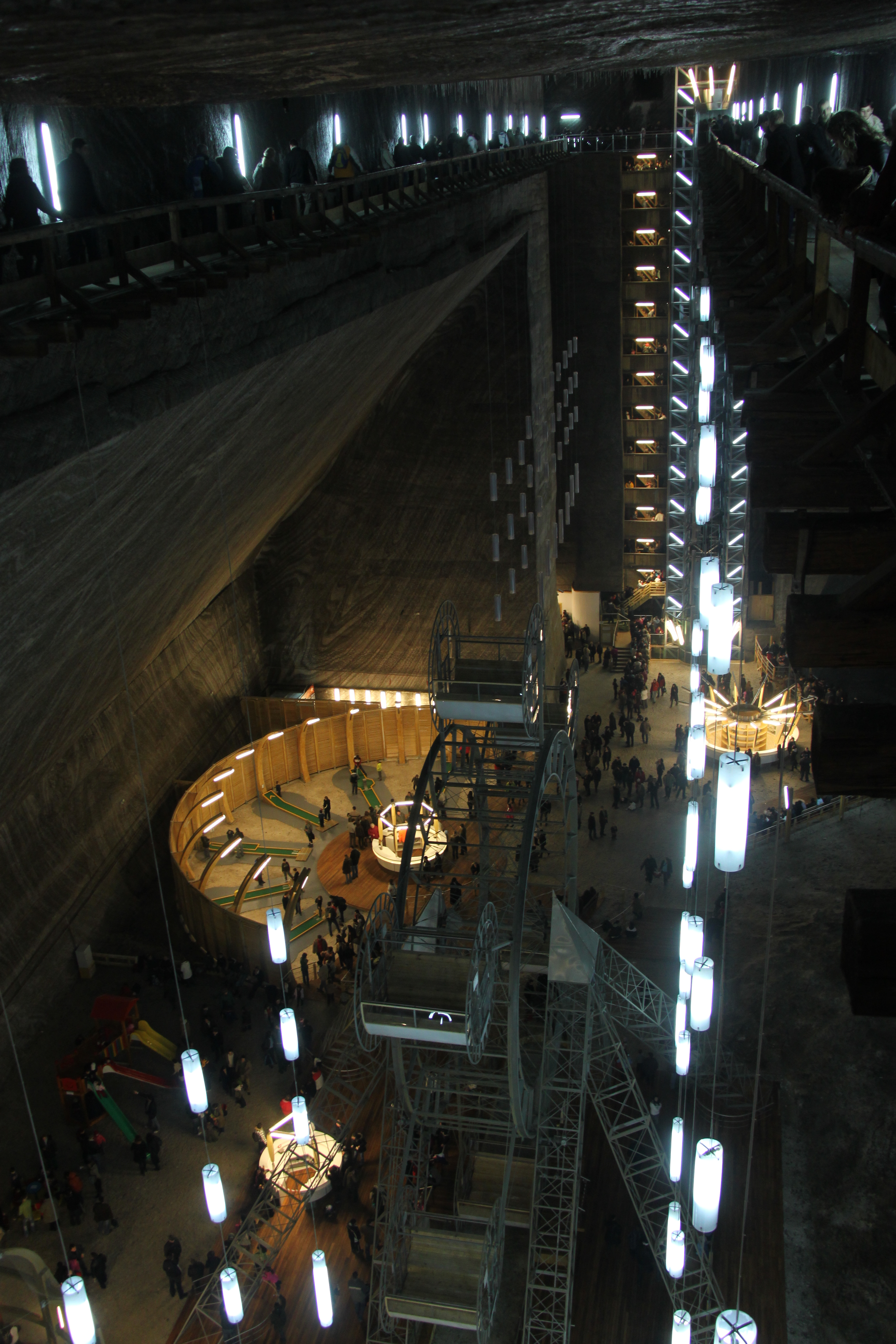
Zoutmijn van Turda
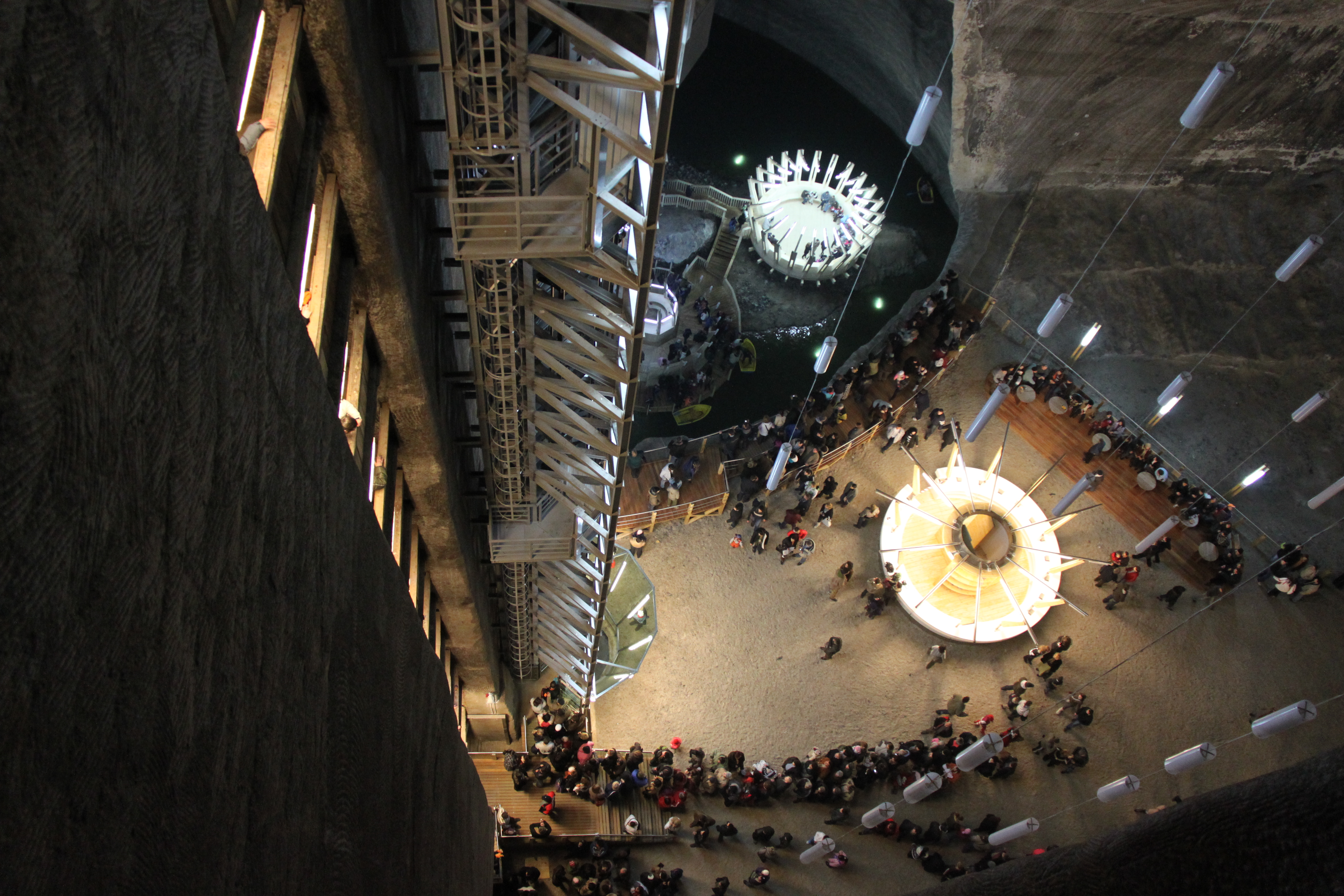
Zoutmijn van Turda
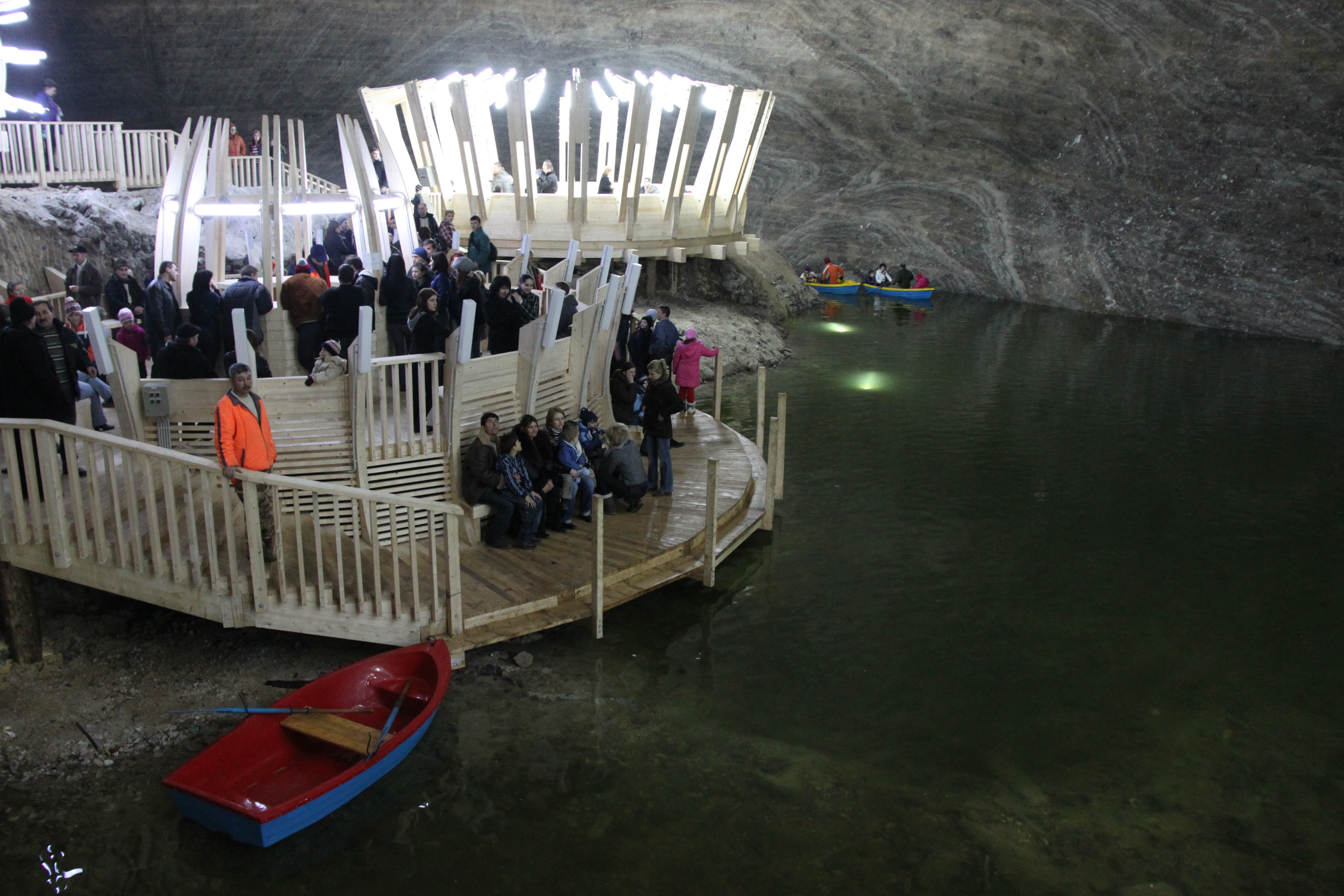
Zoutmijn van Turda
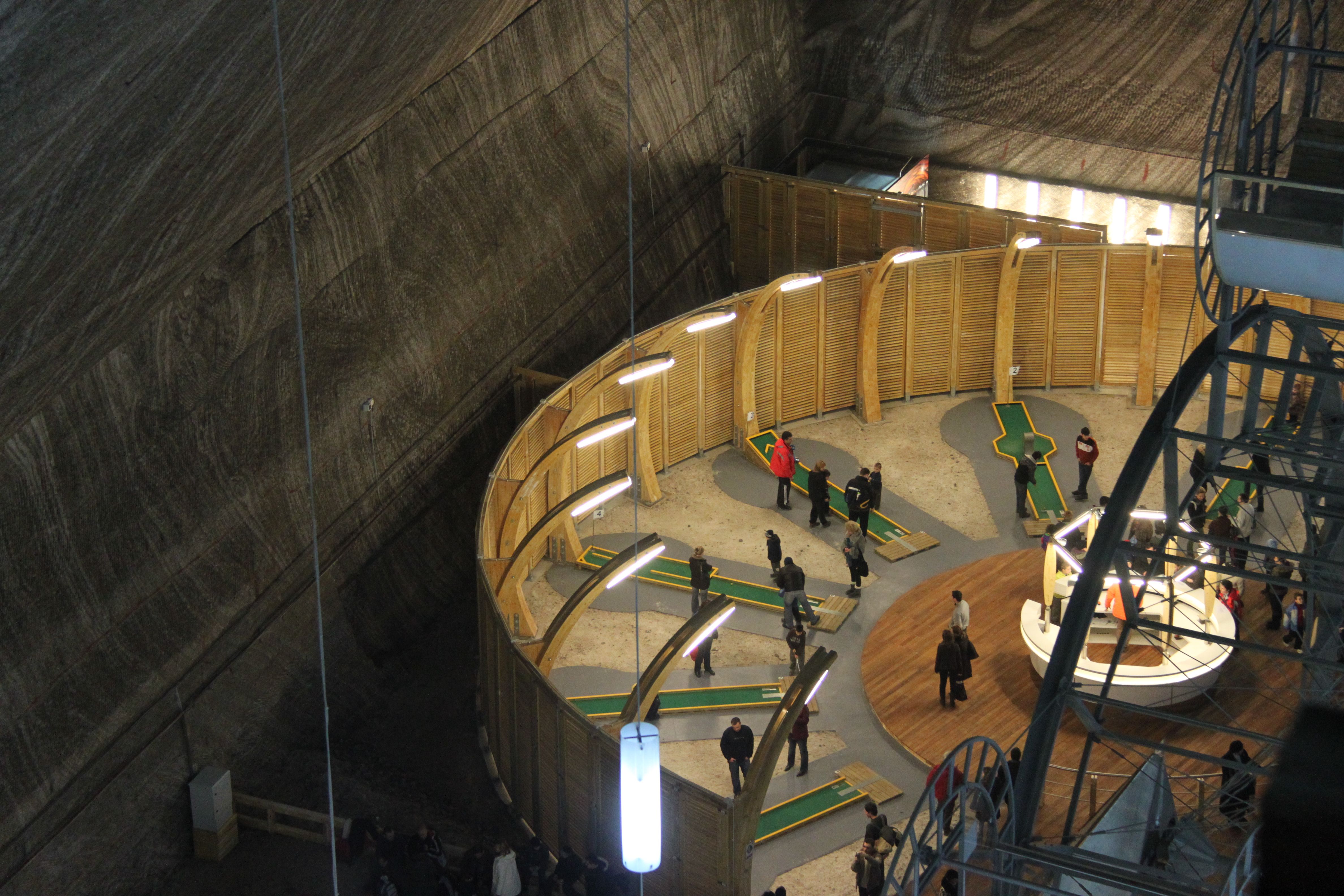
Zoutmijn van Turda